# Ntozake Shange
Ntozake Shange, /ˈɛntoʊˌzɑːki ˈʃɑːŋˌɡeɪ/, pseudonimo di Paulette L. Williams (Trenton, 18 ottobre 1948 – Bowie, 27 ottobre 2018), è stata una drammaturga e poetessa statunitense; come autoproclamata femminista nera, ha affrontato questioni relative alla razza e al femminismo in gran parte del suo lavoro.
Shange è meglio conosciuta per l'opera teatrale For colored girls who have considered suicide/when the rainbow is enuf (Per ragazze di colore che hanno pensato al suicidio quando l'arcobaleno basta),  vincitrice di un Obie Award.
Ha anche scritto diversi romanzi tra cui Sassafrass, Cypress & Indigo, Liliane e Betsey Brown, un romanzo su una ragazza afro-americana che fugge da casa. Tra i suoi premi e riconoscimenti vi sono le borse della John Simon Guggenheim Memorial Foundation e del Lilac Wallace Reader's Digest Fund e un Pushcart Prize. Nell'aprile 2016 il Barnard College ha annunciato di aver acquisito il suo archivio. Ha vissuto a Brooklyn, New York per poi trasferirsi in una struttura di assistenza a Bowie, nel Maryland, dove ha vissuto fino alla morte.

## Primi anni
Shange nacque  Paulette L. Williams a Trenton, nel New Jersey, in una famiglia della classe medio-alta. Suo padre, Paul T. Williams, era un chirurgo dell'aeronautica militare e sua madre, Eloise Williams, era un'educatrice e un'assistente sociale psichiatrica. Quando aveva otto anni la famiglia di Shange si trasferì nella città di St. Louis, Missouri, dove vigeva la segregazione razziale. In seguito alla sentenza della Corte Suprema "Brown v. Board of Education" ("Brown e altri contro l'ufficio scolastico"), Shange fu mandata in una scuola bianca dove subì il razzismo e attacchi razzisti.
La famiglia di Shange aveva un forte interesse per le arti e incoraggiava la sua educazione artistica. Tra gli ospiti a casa loro c'erano Dizzy Gillespie, Miles Davis, Chuck Berry e W. E. B. Bois. Sin dalla più tenera età, Shange si interessò alla poesia. Mentre cresceva con la sua famiglia a Trenton, Shange assisteva a letture di poesie con sua sorella minore Wanda (ora conosciuta come la drammaturga Ifa Bayeza). Queste letture di poesie favorirono un interesse precoce per Shange nel Sud in particolare, e la perdita che rappresentava per i giovani bambini neri che migravano verso il Nord con i loro genitori. Nel 1956 la famiglia di Shange si trasferì a St. Louis, nel Missouri, dove Shange fu inviata a diverse miglia di distanza da casa a una scuola non segregata che le permise di ricevere un'educazione "dotata". Mentre frequentava questa scuola non segregata, Shange dovette affrontare il razzismo e le molestie razziali. Queste esperienze avrebbero in seguito influenzato fortemente il suo lavoro.
Quando Shange aveva 13 anni, tornò a Lawrence Township, Mercer County, nel New Jersey, dove si diplomò alla Morristown High School. Nel 1966 Shange si iscrisse al Barnard College di New York City. Durante la sua permanenza a Barnard, Shange incontrò il suo compagno di studi e aspirante poeta Thulani Davis. I due poeti avrebbero poi collaborato a vari lavori. Shange si laureò cum laude in American Studies, poi conseguì un master nello stesso campo presso la University of Southern California a Los Angeles. Tuttavia i suoi anni di college non erano stati tutti piacevoli. Si sposò durante il suo primo anno al college, ma il matrimonio non durò a lungo. Depressa per la sua separazione e con un forte senso di amarezza e alienazione, tentò il suicidio. Nel 1971, dopo aver fatto i conti con la sua depressione e alienazione, Shange cambiò il suo nome. In Xhosa, Ntozake significa "colei che ha le cose sue" (letteralmente "le cose che le appartengono") e Shange significa "lui/lei che cammina/vive con i leoni" (che significa "l'orgoglio del leone" in Zulu).

## Carriera
Nel 1975 Shange tornò a New York, dopo aver conseguito il Master in American Studies nel 1973 presso la University of Southern California a Los Angeles, in California. È riconosciuta come poetessa fondatrice del Nuyorican Poets Café. In quell'anno fu prodotta la sua prima e più famosa commedia -  for colored girls who have considered suicide / when the rainbow is enuf. Prodotto per la prima volta in Off-Broadway, lo spettacolo ben presto passò a Broadway presso il Booth Theatre e vinse diversi premi, tra cui l'Obie Award, l'Outer Critics Circle Award e l'AUDELCO Award. Questa opera era un choreopoem in 20 parti che raccontava la vita delle donne di colore negli Stati Uniti. Il poema fu infine trasformato in un'opera teatrale e fu poi pubblicato in forma di libro nel 1977. Nel 2010 il choreopoem fu adattato in un film (For Colored Girls, diretto da Tyler Perry). Da allora Shange ha scritto altre opere di successo, tra cui Spell No. 7, un choreopoem del 1979 che esplora l'esperienza Nera e un adattamento di Madre Coraggio e i suoi figli (1980) di Bertolt Brecht, che vinse un Obie Award.
Nel 1978 Shange divenne socio dell'Istituto femminile per la libertà di stampa (WIFP). Il WIFP è un'organizzazione editoriale americana senza scopo di lucro. L'organizzazione lavora per aumentare la comunicazione tra donne e mettere in contatto il pubblico con forme di media basati sulle donne.
Nel 1979, fu una delle protagoniste della raccolta di figurine collezionabili Supersisters, che aveva l'obiettivo di proporre modelli femminili di successo in campo politico, sportivo, sociale e culturale.
Nel 2003 Shange ha scritto e supervisionato la produzione di Lavender Lizards and Lilac Landmines: Layla's Dream mentre era artista ospite presso l'Università della Florida, a Gainesville.
Le sue singole poesie, i saggi e i racconti sono apparsi in numerose riviste e antologie, tra cui The Black Scholar, Yardbird, Ms., Essence Magazine, Chicago Tribune, VIBE e Third World Women.

## Relazione con il Black Arts Movement
Il Black Arts Movement, noto anche come BAM, è descritto come la "sorella estetica e spirituale del concetto di Black Power". Il Black Arts Movement è un sottogruppo del Black Power Movement. Larry Neal descrisse il Black Arts Movement come un "radicale riordino dell'estetica culturale occidentale". I concetti chiave del BAM erano focalizzati su "simbolismo, mitologia, critica e iconologia indipendenti", così come il desiderio dell'America Latina di "autodeterminazione e nazionalità". Il BAM era composto da attori, attrici, coreografi, musicisti, romanzieri, poeti, fotografi e artisti.
Sebbene gli artisti maschi come Amiri Baraka dominassero pesantemente il Black Arts Movement, c'erano alcune scrittrici notevoli nel movimento, come Gwendolyn Brooks, Nikki Giovanni, Rosa Guy, Lorraine Hansberry, Lucille Clifton e Sonia Sanchez, tra le altre. Sebbene Shange sia descritta come un "artista post-Black", il suo lavoro è stato decisamente femminista, mentre il BAM è stato criticato come misogino e "il sessismo è stato ampiamente dibattuto nelle pubblicazioni e nelle organizzazioni del movimento". Corrispondendo all'idea che l'arte del BAM fosse un "radicale riordino dell'estetica culturale dell'occidente", Shange stessa descrisse il suo stile di scrittura atipico. Per quanto riguarda i suoi spettacoli, afferma: "Un'opera teatrale ha una forma che deve essere finita, uno spettacolo ha una forma organica, ma può anche fluire e non deve esserci un ultimo momento culminante in esso e non ci deve essere una conclusione".
Sebbene il lavoro di Shange abbia avuto un "radicale riordino dell'estetica culturale occidentale" con la sua ortografia, la sua struttura ed il suo stile, Baraka - una delle figure maschili di spicco del movimento l'ha contestata come artista post-Black. Riguardo a Shange come parte dell'estetica nera e come artista post-Black, affermò "che diverse scrittrici, tra cui Michelle Wallace [sic] e Ntozake Shange, come Reed, avevano la loro estetica hollywoodiana, un'estetica di "capitolazione" e "spazzatura". Riguardo all'estetica nera, Shange descrisse diversi stili di scrittura per diverse parti del paese. Afferma: "Non c'è uno stile californiano, ma ci sono alcuni sentimenti e una certa libertà che allontanano quegli scrittori da quelli del gruppo delle tre, Chicago-St. Louis-Detroit... così che lo sciovinismo che potresti trovare, che è esclusivo, in quel triangolo, non lo ritrovi troppo in California." Shange distingue la sua scrittura dall'estetica nera del Black arts movement creando "un'estetica speciale" per le donne nere "in una certa misura". Afferma che "la stessa retorica usata per stabilire l'estetica nera, dobbiamo usarla per stabilire un'estetica femminile, vale a dire quelle parti della realtà che sono nostre, quelle del nostro corpo, i cicli della nostra vita che sono stati ignorati per secoli in tutte le caste e classi del nostro popolo, ora devono essere affrontati."

## Premi
- NDEA fellow, 1974
- Obie Award
- Outer Critics Circle Award
- Audience Development Committee (Audelco) Award
- Mademoiselle Award
- Frank Silvera Writers' Workshop Award, 1978
- Los Angeles Times Book Prize for Poetry, 1981 (for Three Pieces)
- Guggenheim Fellowship, 1981
- Medal of Excellence, Columbia University, 1981
- Obie Award, 1981, for Mother Courage and Her Children
- Nori Eboraci Award
- Barnard College, 1988
- Lila Wallace-Reader's Digest Fund annual writer's award, 1992
- Paul Robeson Achievement Award, 1992
- Arts and Cultural Achievement Award
- National Coalition of 100 Black Women (Pennsylvania chapter), 1992
- Taos World Poetry Heavyweight Champion, 1992, 1993, 1994
- Living Legend Award, National Black Theatre Festival, 1993
- Claim Your Life Award
- WDAS-AM/FM, 1993
- Monarch Merit Award
- National Council for Culture and Art
- Supersisters, collezione di figurine (una delle figurine conteneva il nome e l'immagine di Shange), 1979[22]
- Pushcart Prize
- St. Louis Walk of Fame, recluta[23]

### Nominations
- Tony Award, 1977
- Grammy Award, 1977
- Emmy Award nomination (tutti per: for colored girls who have considered suicide / when the rainbow is enuf)

## Lavori

### Opere teatrali
- For colored girls who have considered suicide/ when the rainbow is enuf (1975). Nominated for a Tony Award, Grammy Award, and Emmy Award; first published 1976; updated 2010 with a new section, "Positive" (Scribner)
- A Photograph: Lovers-in-Motion (1977). Prodotta Off-Broadway al Public Theater.
- Where the Mississippi Meets the Amazon (1977)
- A Photograph: A Study of Cruelty (1977)
- Boogie Woogie Landscapes (1979). Prodotta per la prima volta al Writers Workshop di Frank Silvera a New York, poi a Broadway al Symphony Space Theatre.
- Spell #7 (scritto spell #7) or spell #7: geechee jibara quik magic trance manual for technologically stressed third world people  (1979). Prodotta Off-Broadway al Joseph Papp's New York Shakespeare Festival Public Theater.
- Black and White Two Dimensional Planes (1979).
- Mother Courage and Her Children (1980). Prodotta off-Broadway al Public Theater. Vincitrice di un Obie Award nel 1981.
- Three for a Full Moon (1982).
- Bocas (1982). Prodotta per la prima volta al Mark Taper Forum di Los Angeles.
- From Okra to Greens/A Different Kinda Love Story (1983).
- Three views of Mt. Fuji (1987). Prodotta per la prima volta a San Francisco al Lorraine Hansberry Theatre; prodotta per la prima volta a New York presso il New Dramatists.
- Daddy Says (1989).
- Whitewash (1994)

### Poesie
- Melissa & Smith (1976).
- Natural Disasters and Other Festive Occasions (1977)
- Nappy Edges (1978)
- A Daughter's Geography (1983)
- From Okra to Greens (1984)
- Ridin' the Moon in Texas: Word Paintings (St. Martin's Press, 1987)
- The Love Space Demands (a continuing saga) (St. Martin's Press, 1987)
- A Photograph: Lovers in Motion: A Drama (S. French, 1977)
- Some Men (1981)
- Three Pieces (St. Martin's Press, 1992)
- I Live in Music (1994)
- The Sweet Breath of Life: A Poetic Narrative of the African-American Family (Atria Books, 2004). Photography by Kamoinge Inc.
- Enuf
- With No Immediate Cause
- you are sucha fool
- People of Watts (pubblicata per la prima volta nel novembre del 1993 in VIBE Magazine)
- Blood Rhythms
- Poet Hero
- Wild Beauty (Atria Books, 2017)

### Novelle
- For Colored Girls Who Have Considered Suicide/When the Rainbow is Enuf (Shameless Hussy Press, 1976)
- Sassafrass, Cypress & Indigo (1982)
- Betsey Brown (St. Martin's Press, 1985)
- The Black Book (1986, con Robert Mapplethorpe).
- Liliane (1994)
- Some Sing, Some Cry (2010) (con Ifa Bayeza)[24]

### Libri per ragazzi
- Coretta Scott (2009)
- Ellington Was Not a Street (2003)
- Float Like a Butterfly: Muhammad Ali, the Man Who Could Float Like a Butterfly and Sting Like a Bee (2002)
- Daddy Says (2003)
- Whitewash (1997)

### Saggi
- See No Evil: Prefaces, Essays & Accounts, 1976–1983 (1984)
- if i can cook / you know god can (1998)